# Consul butleri
Consul butleri är en fjärilsart som beskrevs av Otto Staudinger 1886 . Consul butleri ingår i släktet Consul och familjen praktfjärilar. Inga underarter finns listade i Catalogue of Life.